# Fotografia de la Guerra Civil Espanyola
La fotografia va tenir un paper fonamental durant la Guerra Civil Espanyola (1936-1939), no només com a testimoni de la brutalitat del conflicte, sinó també com a eina de propaganda utilitzada per ambdós bàndols. A través de les imatges, es va poder documentar el sofriment de la població civil, l'heroisme de les tropes, les condicions extremes al front i les accions dels líders polítics. Aquestes fotografies no només van ser un reflex de la realitat de la guerra, sinó que també van contribuir a modelar la percepció pública del conflicte tant a nivell nacional com internacional.

## Context històric
Els anys 1936-1939 van ser decisius per a Espanya, amb la guerra civil com a conseqüència directa de la polarització política i social creixent. El país estava dividit entre dues faccions principals: els republicans, amb una coalició d'esquerres que incloïa comunistes, anarquistes i socialistes, i els franquistes, liderats pel general Francisco Franco, que comptaven amb el suport de sectors conservadors, monàrquics i feixistes. La guerra va suposar una llarga i dolorosa sèrie de batalles i represàlies que van marcar profundament la història contemporània d'Espanya.
La Guerra Civil Espanyola va ser el primer gran conflicte bèl·lic en què la fotografia va tenir un paper essencial, amb una cobertura massiva gràcies a la creixent popularització del fotoperiodisme. Aquesta va ser la primera guerra en què les imatges de combat i les condicions de vida al front van arribar a un públic global de manera immediata i impactant.

## Fotògrafs internacionals
La Guerra Civil Espanyola va atraure molts fotògrafs internacionals, alguns dels quals es van convertir en figures icòniques en la història del fotoperiodisme.
- Robert Capa és probablement el fotògraf més reconegut associat a la guerra. La seva imatge més famosa, La mort d'un milicià (1936), va capturar l'instant precís en què un milicià caïa al front, un moment que es va convertir en un símbol de la tragèdia de la guerra. La seva obra va aportar una gran humanitat a la guerra, combinant el dramatisme de la situació amb una sensibilitat personal cap als subjectes fotografiats.
- Gerda Taro, companya de Capa i una de les primeres fotògrafes que va cobrir la Guerra Civil, va morir durant el conflicte, el que va convertir-la en una figura mítica en el fotoperiodisme. La seva feina va ser crucial per documentar la lluita dels republicans, mostrant la guerra no només des de la perspectiva dels combatents, sinó també des de la vida quotidiana dels soldats i la població civil.
- David Seymour (també conegut com Chim) va ser un altre fotògraf internacional que va treballar a Espanya durant la guerra. Les seves fotografies van capturar els efectes de la guerra en la població civil, amb un enfocament especial en els nens refugiats i les víctimes innocents del conflicte.

Aquest trio de fotògrafs, juntament amb altres professionals internacionals, va contribuir a establir els estàndards del fotoperiodisme de guerra, destacant la importància de la immediatesa i la sinceritat en les imatges.

## Fotògrafs espanyols
Els fotògrafs espanyols també van tenir un paper clau en la documentació del conflicte. A diferència dels fotògrafs internacionals, els fotògrafs locals tenien una visió més personal i directa del que estava passant al seu voltant.
- Agustí Centelles és un dels fotògrafs més coneguts del bàndol republicà. La seva obra va cobrir des de l'escena de combat fins a les condicions de vida dels refugiats, passant per la represàlia i la política. Les seves fotografies, sovint marcades per un enfocament dramàtic, van capturar l'ànima de la guerra a Espanya i la resistència del poble davant l'ocupació franquista.
- Altres fotògrafs espanyols, com Antonio Rivas o Josep Brangulí, també van documentar la guerra i la seva posterior repressió, amb un enfocament especial en les condicions de vida a les ciutats, el patiment de la població civil i l'evolució del conflicte.

## Dones fotògrafes
Les dones van tenir un paper destacat dins del món de la fotografia de guerra, tot i que sovint les seves contribucions han estat menystingudes en la història del fotoperiodisme.
- Gerda Taro, com s'ha mencionat anteriorment, va ser una de les primeres fotògrafes a cobrir la Guerra Civil Espanyola i va morir al front, convertint-se en una figura simbòlica de les dones a la guerra.
- Kati Horna, una fotògrafa d'origen hongarès, va ser una altra figura destacada. Va treballar a la rereguarda republicana i va capturar imatges que reflectien la vida quotidiana de les dones i la seva implicació en la guerra, amb un gran enfocament en la humanitat de les persones retratades.
- Margaret Michaelis, una fotògrafa alemanya que també va cobrir la guerra a Espanya, va capturar imatges de la resistència i del sofriment de la població civil, amb una mirada íntima i penetrant.

Aquestes dones van oferir una perspectiva única sobre la guerra, aportant una sensibilitat diferent a les imatges de combat i donant veu als qui sovint no eren representats en la fotografia de guerra.

## Imatges icòniques
Algunes fotografies de la Guerra Civil Espanyola han adquirit una fama mundial i han quedat gravades en la memòria col·lectiva. Entre aquestes destaca La mort d'un milicià de Robert Capa, que es considera una de les imatges més potents del fotoperiodisme de guerra. Aquesta fotografia captura un moment fugisser de la caiguda d'un milicià, un instant que simbolitza el sacrifici i la tragèdia de la guerra.
D'altres imatges també han capturat l'esperança i la desesperació quotidiana. Fotografies de nens refugiats, dones treballant a les fàbriques d'armament o soldats en espera de combat han il·lustrat la vida en el front i a la rereguarda de manera profundament humana i emocional.

## Impacte i llegat
La fotografia de la Guerra Civil Espanyola va tenir un impacte considerable en la percepció mundial del conflicte. A través de les seves imatges, el públic va poder veure les atrocitats de la guerra, el patiment de la població civil i la valentia dels combatents. Aquestes imatges van contribuir a la difusió de la causa republicana i a sensibilitzar la societat internacional sobre els horrors de la guerra.
El llegat d'aquestes fotografies es manté viu en el fotoperiodisme modern. Les tècniques i els enfocaments utilitzats per fotògrafs com Capa, Taro, Centelles i altres han influït en la forma en què els fotoperiodistes documenten els conflictes bèl·lics fins als nostres dies.